# Gilbert Ryle
Gilbert Ryle, angleški filozof, * 19. avgust 1900, Brighton, Anglija, † 6. oktober 1976, Whitby, Angilja.
Bil je predstavnik generacije angleške skupine filozofov, imenovane Oxfordski jezikovni filozofi. Ukvarjali so se s filozofijo preprostega jezika, ki je veja lingvistične filozofije. Najbolj je znan po svoji kritiki Kartezijskega dualizma, ki ga Ryle zavrača v svojem najslavnejšem delu The Concept of Mind (izšlo 1949). Nekatere njegove filozofske ideje o umu so označene kot behavioristične. Podrobno se je ukvarjal tudi z deli Bernarda Bolzana, Franza Bretana, Alexiusa Meinonga, Edmunda Husserla in Martina Heideggerja ter predlagal, da bi bilo delo lahko opisano kot trajnostni esej iz fenomenologije.

## Življenje
Gilbert Ryle je bil rojen 19. Avgusta 1900 v Brightonu, Anglija. Odraščal je v okolju polnem možnosti za učenje in izobrazbo. Njegov oče je bil zdravnik, ki se je poleg tega zanimal tudi za astronomijo in filozofijo. Te interese je prenesel tudi na svoje otroke in jim zapustil obsežno družinsko knjižnico zanimivih del. Ryle je imel dva brata, Johna Alfreda in Georgea Bodleyja. John je kasneje postal zelo uspešen profesor fizike.
Ryle je začel z višješolskim izobraževanjem na univerzi v Brightonu, študij pa nadaljeval na Queen’s College v Oxfordu, kjer je študiral klasično filozofijo. Kot izjemno uspešen študent, je po končanem študiju, leta 1925, sprejel mesto predavatelja filozofije na kolidžu Christ Church v Oxfordu. Tam je ostal do leta 1940.
Med 2. svetovno vojno je bil vpoklican v vojsko, v valižanske čete. Zaradi svojih dobrih lingvističnih sposobnosti je bil premeščen v obveščevalno službo. Do konca vojne je bil povišan v majorja. Po vojni se je vrnil k poučevanju filozofije v Oxfordu, leta 1949 pa je objavil svoje najbolj znano delo The Concept of mind (Koncept uma). Od leta 1945 do 1946 je bil predsednik Aristotlovega društva in uredik filozofskega dnevnika Mind (Um). Ryle je umrl 6. oktobra 1976 v mestu Whitby, v Angliji.

## Dela

### The Concept of Mind(Koncept uma)
Ryle je delo Concept of mind izdal leta 1949. Gre za njegovo najbolj znano delo v katerem nasprotuje kartezijskemu dualizmu in trditvam Reneja Decartesa, da je um le filozofska iluzija. Svoje trditve podpre z dejstvi, da teorije Decrtesa vsebujejo kategorične napake in filozofski nesmisel. Kategorična napaka je ontološka napaka, pri kateri so značilnosti pripadajoče določeni kategoriji pripisane drugi kategoriji, ki je nato s temi značilnostmi opisana. Kar pa, vzeto dobesedno, ni smiselno. Ta pojem je prvič vpeljal Ryle, v prav tem delu. Njegovi oxfordski študentje so na to temo pogosto dobivali vprašanja kot npr. 'kaj je narobe, če na polju opazujemo dve posamezni kravi in en par krav ter jih označimo kot tri stvari' Prav tako so pogosto razglabljali o tem ali je odprtina v sodu del soda ali ne.
Decartesjeva teorija, ki se imenuje teorija kartezijskega dualizma, govori o umu in fizičnem delovanju telesa kot o dveh poponoma ločenih sferah, Ryle pa jo zavrača na podlagi trditev, da se približuje preiskovanju mentalnih procesov kot da bi lahko bili ločeni od fizičnih procesov. Trdi namreč, da delovanje uma in telesa nista ločena procesa, kar pa dokazuje tudi novodobna znanost. Ker Gilbert Ryle tako zavrže Descartesjevo teorijo, delo Koncept uma označimo kot 'zadnji žebelj v krsti kartezijskega dualizma', čeprav nekateri filozofi te teorije še ne ovržejo popolnoma. (glej poglavje: Zapuščina)

### Philosophy as Cartography(Filozofija kot kartografija)
Ryle je menil, da ni več filozofova naloga, da preučuje mentalne pojave namesto fizičnih predmetov. Vendar pa je Ryle videl nagnjenje filozofov k preučevanju objektov, katerih narava ni ne fizična, ne mentalna. Verjel je, da so filozofski problemi posebne vrste in ne spadajo pod navadne in vsakdanje probleme.
Ryle primerja filozofijo s kartografijo. Za filozofa so namreč sposobni govorci to, kar je za kartografa kmečko prebivalstvo. Kmet dobro razume svojo okolico, kmetijo in lokalno geografijo, vendar se ob vprašanju, naj interpretira to okolico na zemljevidu, znajde v zadregi. Svojega praktičnega znanja ne zna pretvoriti v svetovni jezik kartografije. Kmet gleda na kmetijo in podeželje z osebnega stališča, kartograf pa z nevtralnega, kartografskega.
Filozofi s takim mapiranjem besed in stavkov uspejo ustvariti nekaj kar Ryle imenuje “Vpletene niti”. Povedano z drugimi besedami, vsak stavek ali beseda pripomore k trditvi tako, da s svojim vrstnim redom ustvarjajo pomen fraze. Filozof mora nakazati smernice in omejitve različnih niti tako, da koncept prispeva k trditvam v katerih se pojavi. Da se to vidi, mora vleči sosednje niti, ki posledično začnejo vleči ostale. Filozofija torej išče pomen teh niti v trditvah v katerih so uporabljene.
OSTALA DELA
- 1954 Dileme (zbirka karjših del)
- 1966 Platonov napredek
- 1979 O razmišljanju

## Zapuščina
Ryleova ideja o obsežnem opisu iz "The Thinking of Thoughts: What is 'Le Penseur' Doing?" in "Thinking and Reflecting" je imela pomemben vpliv na kulturne antropologe kot je Clifford Geertz.
Rylovo delo The Concept of Mind je bilo pomemben prispevek k filozofski psihologiji in velja za pomembno delo v gibanju filozofije navadnega jezika. Vseeno pa je v 60ih in 70ih letih v kartezijanskih šolah prevladal vpliv kognitivističnih teorij Noama Chomskyega, Herberta A. Simona, Jerryja Fodorja in drugih. Chomsky je celo napisal knjigo z naslovom Kartezijasko jezikoslovje (Cartesian Linguistics).
Kot je pokazal vpliven moderni filozof in nekdanji študent Daniel Dennet, so zadnje smernice v psihologiji, kot so utelešena kognitivnost, diskurzivna psihologija, postavljena kognitivnost in druge, sprožile ponovno zanimanje za Rylovo delo. Ryle ostaja pomemben zagovornik jasne in pomenljive interpretacije človeških aktivnosti na visoki ravni, ne da bi se zatekel k brezsnovni duši.
Richard Webster je odobraval Rylove argumente proti mentalnim filozofijam rekoč, da te namigujejo, da teorije človeške narave, ki odklanjajo dokaze o obnašanju in si pomagajo izključno z nevidnimi miselnimi dogodki, nikoli ne bodo mogle odkriti vseh človeških skrivnosti.